# Acarospora hospitans
Acarospora hospitans är en lavart som beskrevs av Hugo Magnusson. Acarospora hospitans ingår i släktet Acarospora och familjen Acarosporaceae.  Arten är reproducerande i Sverige. Inga underarter finns listade i Catalogue of Life.